# Monmouth
Monmouth (kymriska: Trefynwy, "staden vid Monnow") är en stad och community i sydöstra Wales, som är Monmouthshires traditionella huvudort. Staden har cirka 10 000 invånare och ligger där floderna Monnow och Wye möts, och har broar över båda. Monmouth är vänort till Carbonne i Frankrike och Waldbronn i Tyskland.

## Stadsbild
I Monmouth finns en medeltida bro över Monnow med en stenport. Bron, som byggdes under 1200-talet, är den enda av sitt slag som finns kvar i Storbritannien. Det finns också en lång bro över Wye. En till bro över Monnow öppnades 2004, så att den gamla bron kunde bli gågata. Projektet innebar dock att den gamla boskapsmarknaden revs, vilket har gjort att Monmouths traditionella ställning som marknadsort har försvagats. En bondens marknad där lokalproducerade varor säljs hålls dock fortfarande.
Monmouth är i hög grad en skolstad. Förutom en comprehensive school med över 1600 elever finns två privatskolor – Monmouth School som grundades 1614 och Haberdashers' Monmouth School for Girls som grundades 1892. Det finns också flera statliga skolor på lägre nivå.
Den årliga lantbruksmässan Monmouth Show har hållits varje år sedan 1919 på sista torsdagen i augusti, ursprungligen som Monmouthshire County Show. Dess historia kan spåras tillbaka till 1857 då Monmouth Cattle Show startades.

## Historia

### Romartiden
Monmouth som samhälle kan spåras tillbaka till romartiden. Romarna kallade platsen Blestium. Den ingick i ett nätverk av romerska befästningar som täckte området, förutom Blestium även Gobannium (Abergavenny), Burrium (Usk) och Glevum (Gloucester). Arkeologer har funnit romerskt porslin och romerska mynt.

### Medeltiden
Staden är omnämnd i Domesday Book. Under 1000- och 1100-talen styrdes staden och dess omland av normandiska lorder efter Vilhelms erövring av England 1066. Under denna tid, närmare bestämt 1067, byggdes Monmouth Castle av William Fitz-Osbern från Breteuil. Borgen hade god utsikt över omgivningarna, och låg på en lättförsvarad plats. Borgen ska ursprungligen ha varit av mottetyp, och byggts om i sten senare.
Ett benediktinkloster byggdes 1101, där Geoffrey av Monmouth fick sin utbildning enligt traditionen.
Borgen kom i huset Lancasters ägo genom Johan av Gents giftermål med Blanche. Johan förstärkte slottet och lät bygga Great Hall. Henrik V föddes i borgen 1387. Han vann slaget vid Azincourt 1415, vilket har gett namn åt många platser i Monmouth, bland annat stora torget.
Under Owain Glyndŵrs uppror mellan 1400 och 1412 undgick Monmouth Castle och staden anfall av de walesiska styrkorna, men skärmytslingar och slag utkämpades i omgivningen, till exempel vid Campston Hill, Craig-y-Dorth, Grosmont och Usk.

### Nya tiden

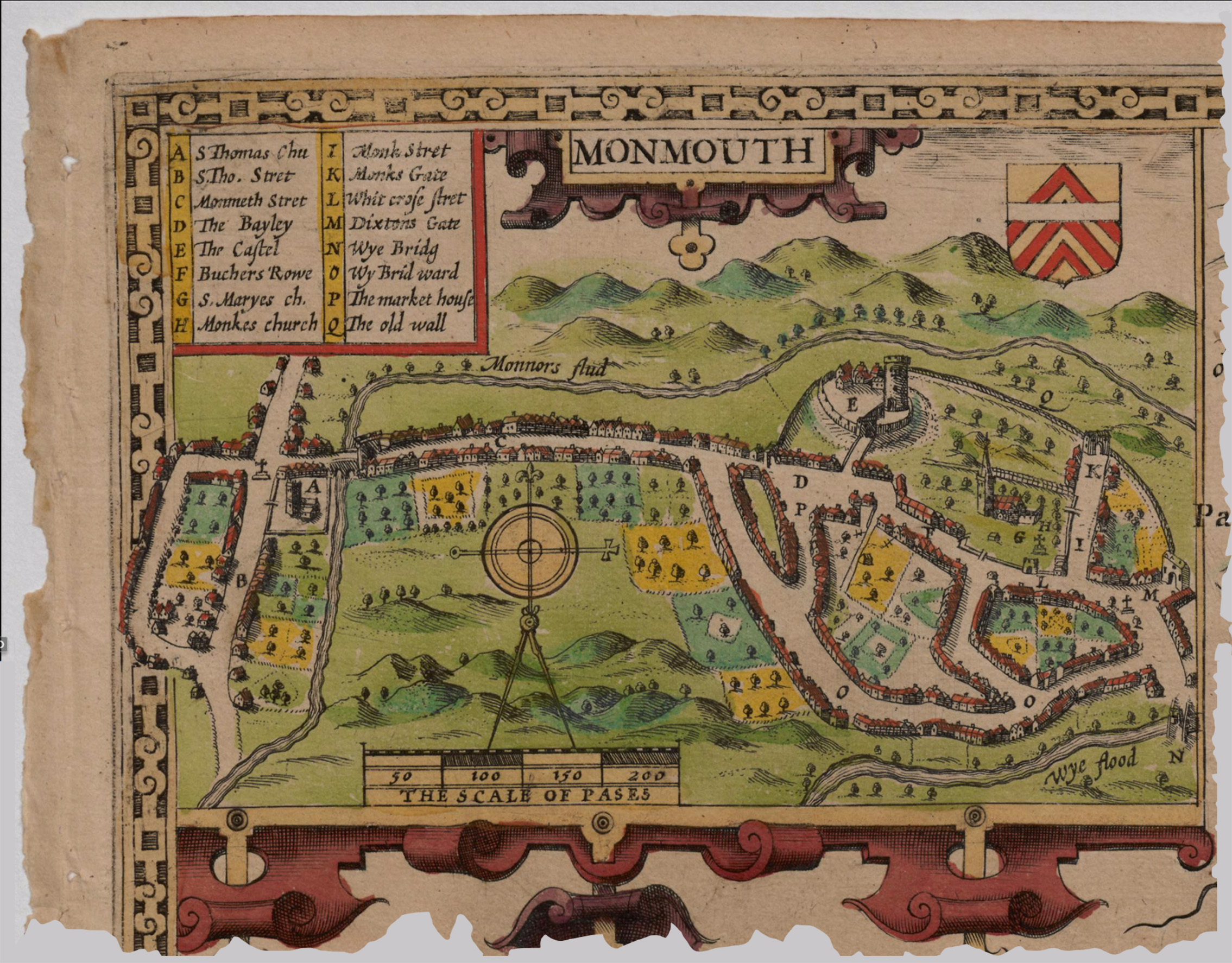
Spedes karta över Monmouth från 1610.

Monmouth erhöll stadsprivilegier av Jakob I 1605. Stadsplanen såsom den avbildas i Speedes karta från 1610 är igenkännlig än idag. Huvudaxeln leder från borgen via Monnow Street till bron över Monnow. Monnow Street är en typisk marknadsgata, bred i mitten (för försäljare) och smal i ändarna (för att hindra boskapen från att rymma).
Fyra järnvägar byggdes genom Monmouth mellan 1857 och 1883. De lades ned en efter en mellan 1917 och 1964, och sedan dess har Monmouth saknat järnvägsförbindelse. En av dem har ersatts av en större väg längs samma sträckning.